# St. Eustachius (Atzendorf)

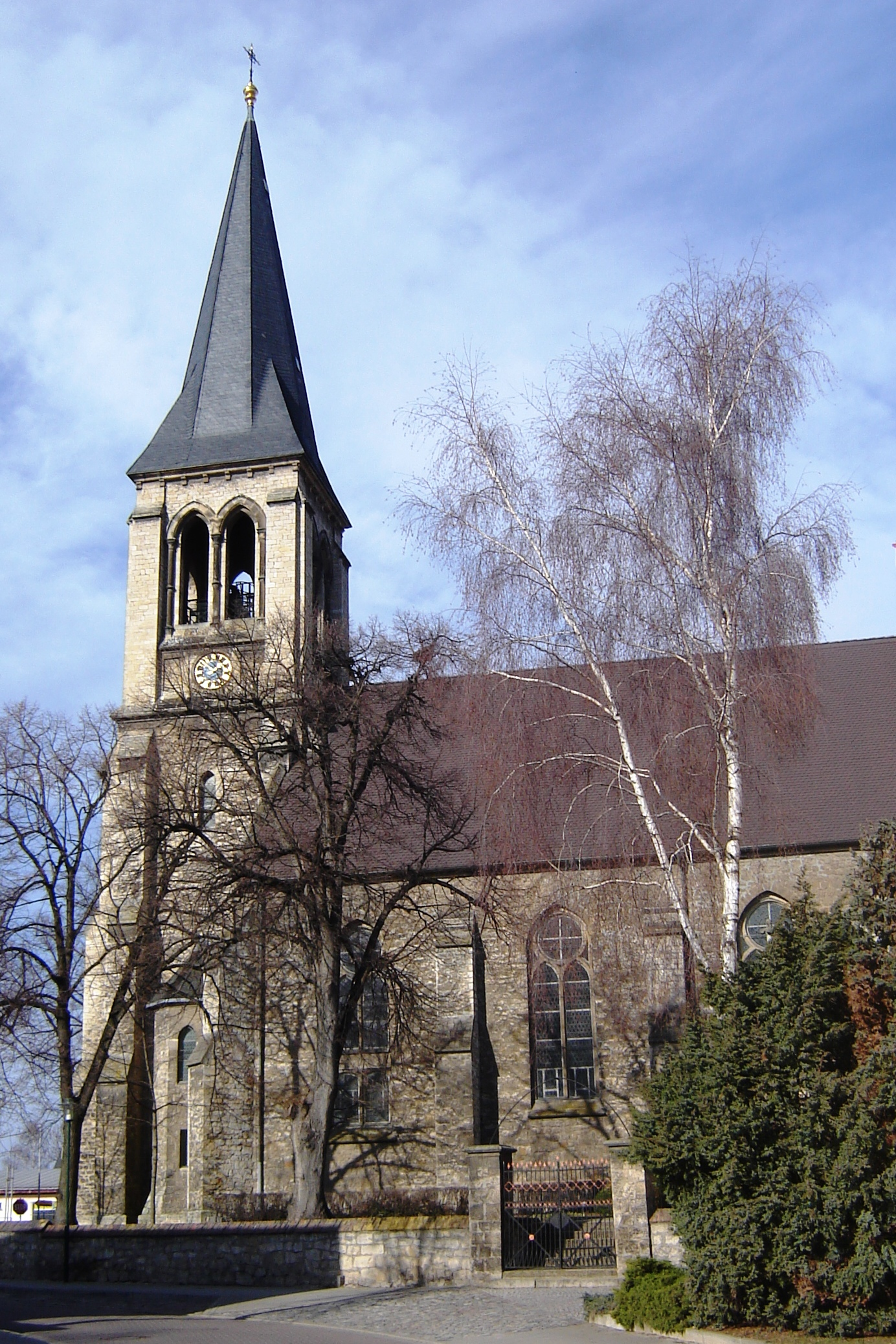
Eustachius-Kirche Atzendorf

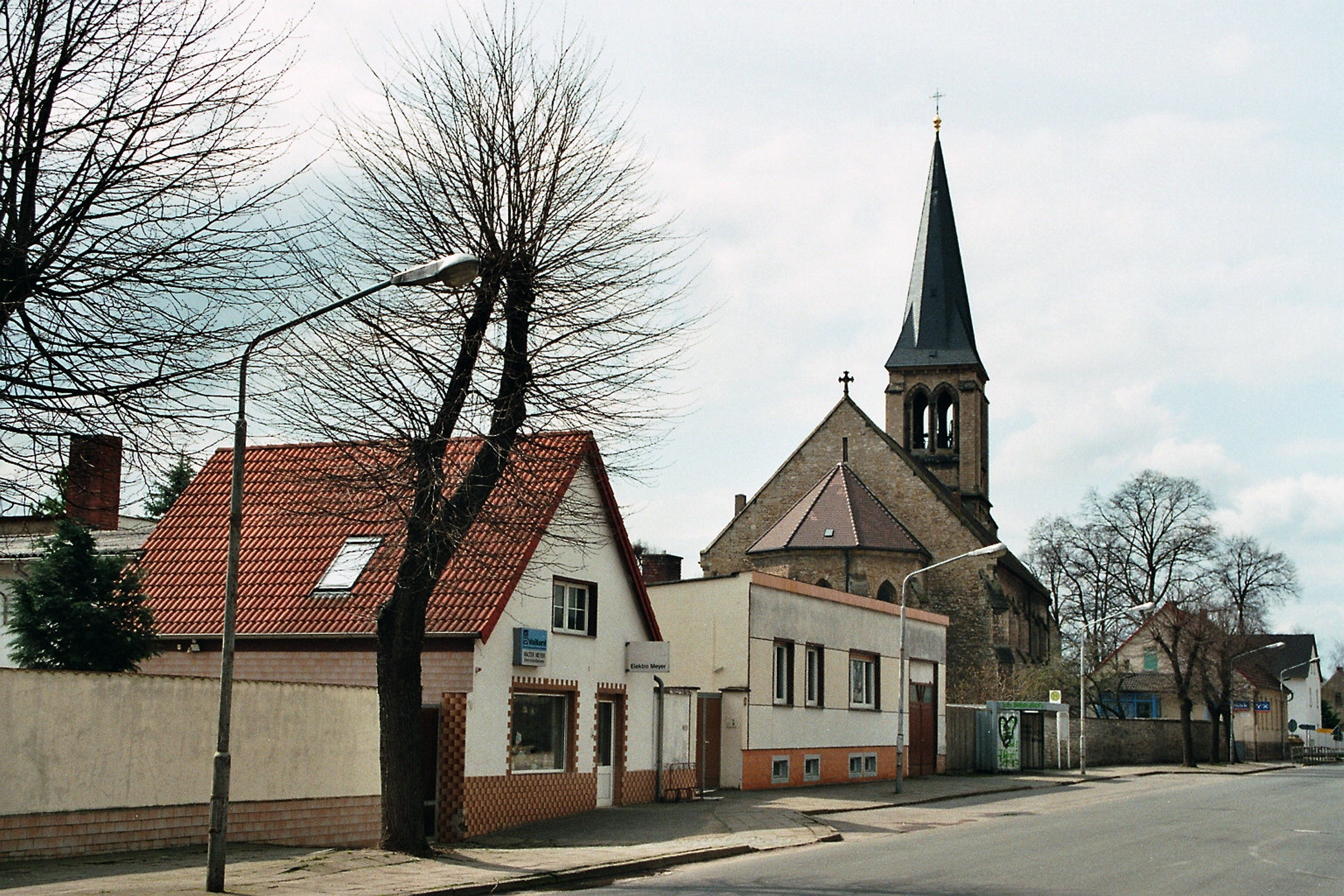
Die Kirche im Ortsbild von Atzendorf

Die Kirche St. Eustachius ist das evangelische Sakralgebäude in Atzendorf, Ortsteil von Staßfurt in Sachsen-Anhalt. Die Kirchgemeinde gehört zum Kirchenkreis Egeln der Evangelischen Kirche in Mitteldeutschland. Sie ist nach dem  Heiligen Eustachius benannt.

## Geschichte
Die heutige evangelische Kirche St. Eustachius entstand zwischen 1887 und 1889 als Nachfolgerin der komplett abgebrochenen Vorgängerkirche aus dem 14. Jahrhundert. Gründe für deren Abriss waren der schlechte bauliche Zustand und ihre nicht mehr ausreichende Größe: Sie war zu klein geworden für die gewachsene Kirchgemeinde.

## Bauwerk und Ausstattung
Das Gotteshaus ist eine dreischiffige Hallenkirche mit einheitlicher neugotischer Ausstattung. Das Gotteshaus wurde entsprechend dem Eisenacher Regulativ im neugotischen Stil errichtet. Die Pläne schuf Architekt Friedrich Adler aus Berlin, der später auch die Wittenberger Schlosskirche projektierte und insgesamt mehr als 300 Kirchenbauten gestaltete.
Der Kirchenbau ist aus Muschelkalkquadern errichtet und war ursprünglich gänzlich mit Schiefer gedeckt. Der etwa 50 Meter hohe Kirchturm ist mit Hauptportal, großer, gegliederter Fensterfront, Turmuhr und offener Glockenstube – bekrönt mit achteckigem Turmhelm mit Kugel und schmiedeeisernem Kreuz (beides 2005 erneuert) – vielfältig gestaltet.
Im Inneren der hellen dreischiffigen Halle wölbt sich ein Rippengewölbe über Bruchsteinsäulen. Ursprüngliche Ausstattung und ornamentale Bemalung sind weitgehend erhalten. Im Altarraum zeigen drei Farbglasfenster von 1889 die Geburt, die Kreuzigung und die Auferstehung Christi.
Aus dem 17. Jahrhundert ist der Taufstein aus Sandstein und ein hölzerner Kruzifixus (eine andere Quelle nennt 1730 als Entstehungsjahr beider Gegenstände). Das Gemälde mit der Kreuzabnahme Jesu war zuvor in der Kirche Schönebeck zu Hause.

## Orgel
Die Orgel schuf die Firma W. Rühlmann sen./Zörbig im Jahr 1889. Das Instrument wurde im Jahr 2000 restauriert und erklingt wieder in ursprünglicher Stimmtonhöhe.
Die Orgel (opus 101 der Firma Rühlmann) hat 25 Register auf zwei Manualen und Pedal. Immer wieder finden in dieser Kirche mit der außergewöhnlich klangvollen Orgel auch Konzerte des Rühlmannorgel-Festivals statt.

## Geläut
Ursprünglich gab es ein Geläut aus drei Bronze-Kirchenglocken der Firma Schilling aus Apolda mit den Schlagtönen des, f und as, dessen Gesamtgewicht betrug 3.147 Kilogramm. Es musste vermutlich bereits im Ersten Weltkrieg als sogenannte Metallspende abgegeben werden.

## Verschiedenes
Aufgrund seiner eindrucksvollen Größe wird das Gotteshaus im Volksmund Börde-Dom genannt.